# Vũng Tàu

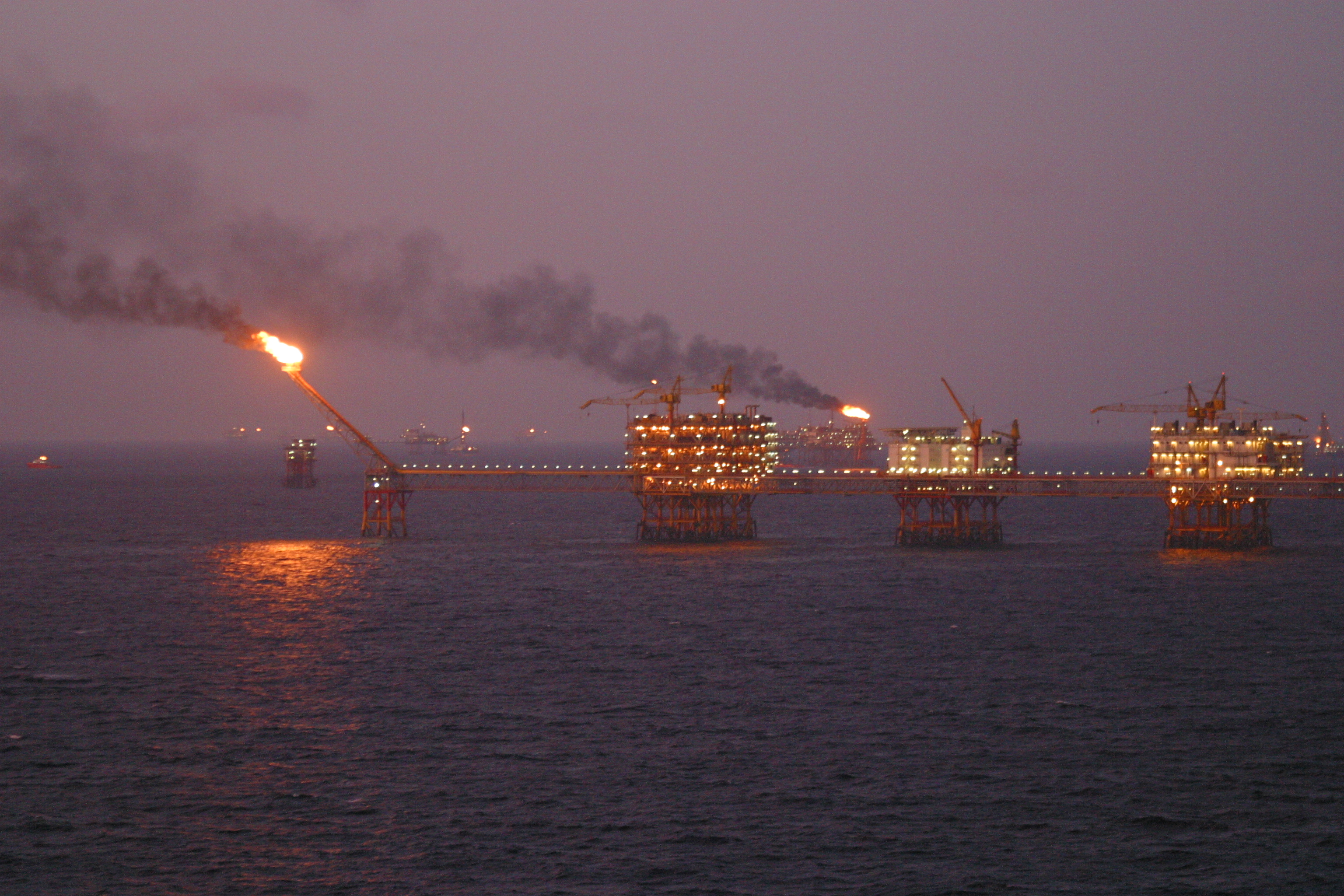
Těžba ropy při vietnamském pobřeží

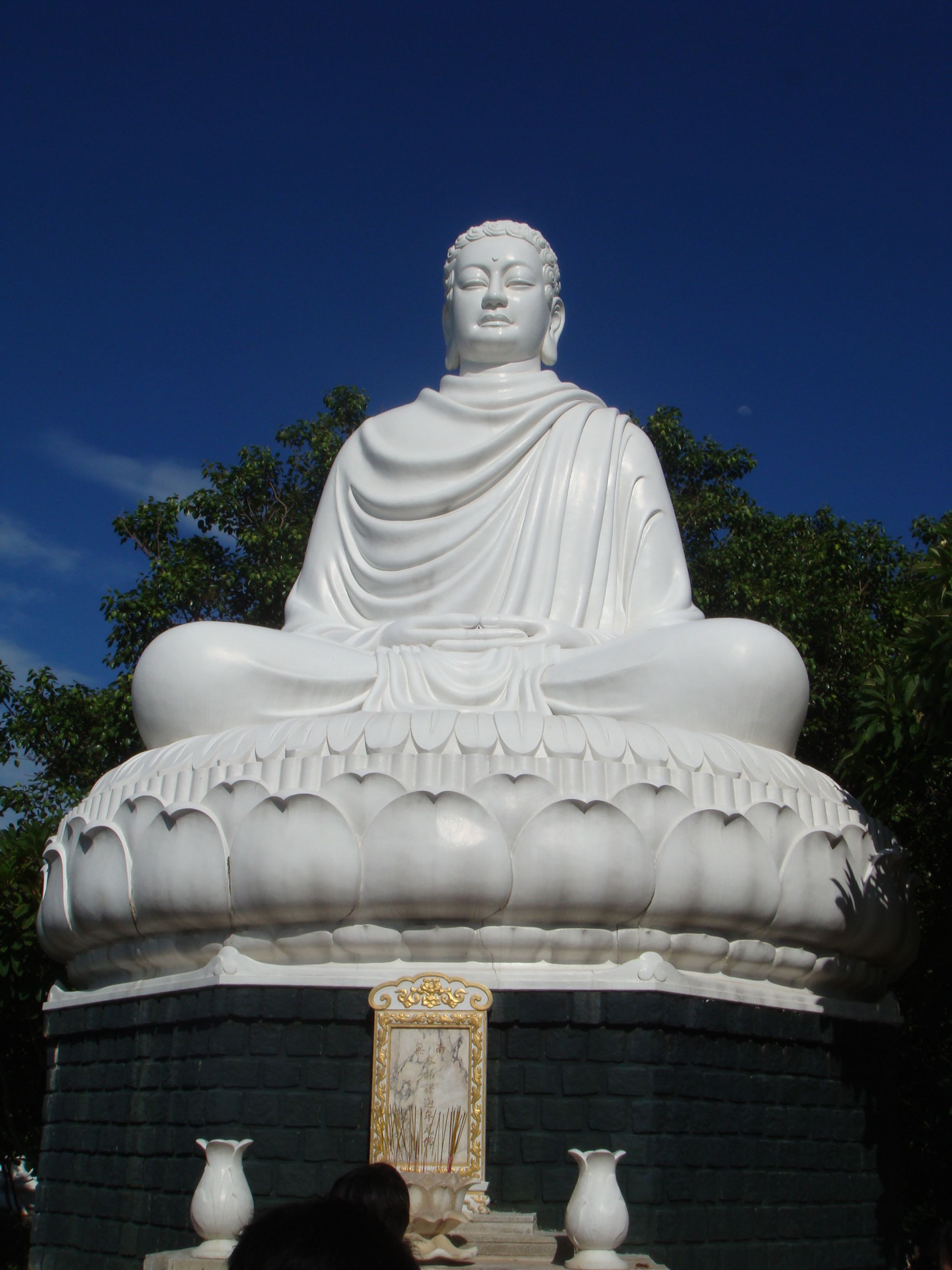
Vũng Tàu

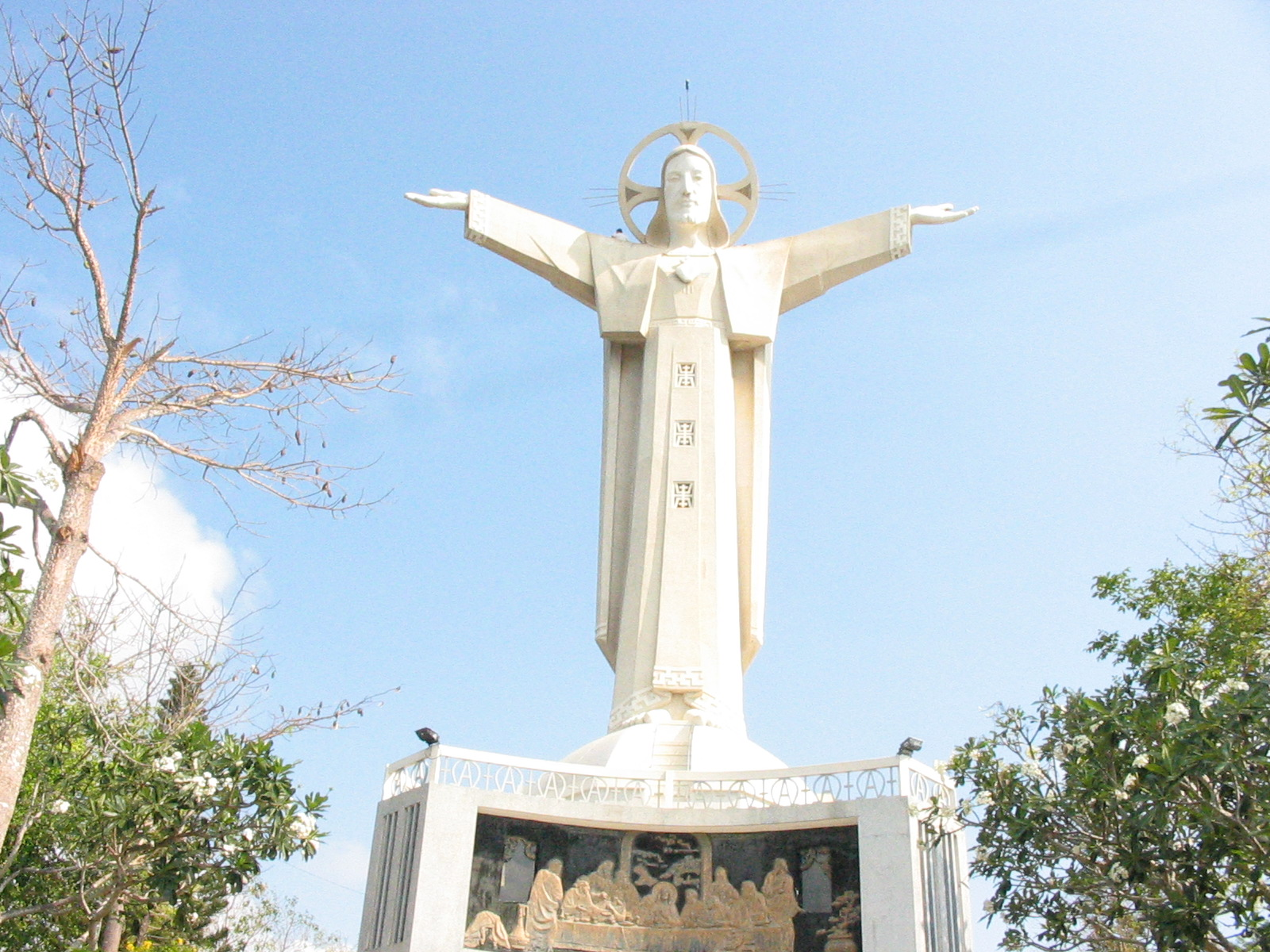
Vũng Tàu

Vũng Tàu je město v jižním Vietnamu, čítající okolo 380 000 obyvatel. Je 120 km od Saigonu. Jedná se o ropné centrum Vietnamu a turistickou destinaci, s mnoha krásnými plážemi.